# Anni 580
Gli anni 580 sono il decennio che comprende gli anni dal 580 al 589 inclusi.

## Eventi, invenzioni e scoperte

### Europa
- 589 - Rotta della Cucca: Avviene una disastrosa alluvione causata dallo straripamento dell'Adige che, secondo la tradizione storiografica veneta, sarebbe stata la causa dello sconvolgimento idrografico che tra il VI e l'VIII secolo modificò sostanzialmente il panorama fluviale del basso Veneto

#### Regno Franco
- 584: Morte di Chilperico I. Sale al potere suo figlio, Clotario II.

#### Regno Longobardo
- 584: Autari viene eletto re dei longobardi. Finisce il Periodo dei Duchi.
- 589: Autari sposa Teodolinda.

#### Impero romano d'Oriente

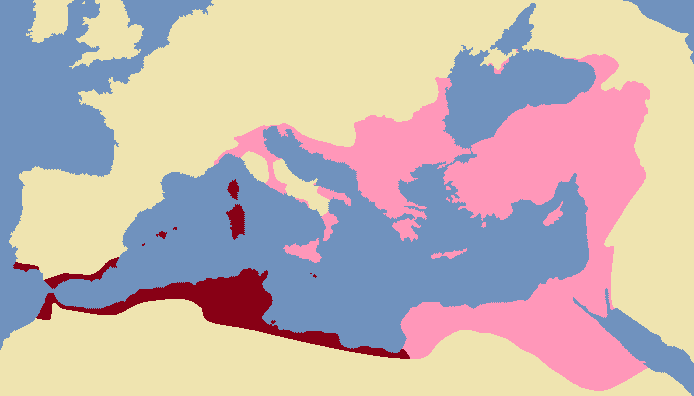
In rosso l'Esarcato di Cartagine, in rosa il resto dell'Impero romano d'Oriente

- 582: Tiberio II si ammala gravemente. Ormai in fin di vita, nominò due eredi al trono, Maurizio e Germano. Sembra infatti che Tiberio II volesse dividere l'Impero romano d'Oriente in due parti, ma il progetto non si realizzò, o perché Tiberio cambiò idea all'ultimo o per un rifiuto da parte di Germano. Maurizio diventa imperatore.
- 585: Maurizio fonda l'Esarcato di Cartagine, con esarca Gennadio, formato dalle conquiste di Giustiniano in Nord Africa, dalla Corsica, dalla Sardegna, dalla Sicilia e dal sud della Spagna.
- 586: Maurizio ottiene un'importante vittoria presso Solacon (poco distante da Dara) nella quale i Persiani persero molti uomini. In seguito a questo successo, il generale Filippico invase l'Arzanene; la spedizione risultò però disastrosa in quanto il suo esercito, quando si trovò di fronte all'esercito persiano, per qualche circostanza non meglio chiarita fu preso dal panico e dalla confusione e fuggì, venendo gravemente sconfitto.
- 589: Rotta della Cucca.

#### Regno dei Visigoti
- 585: Conquista della Galizia.
- 586: Morte di Leovigildo, diventa re Recaredo I.
- 589: I visigoti si convertono al cristianesimo.

### Asia

#### Penisola Arabica
- 589: Rivolta di Bahram Chobin contro Ormisda IV.

### Altro

#### Religione
- 584: Papa Pelagio II prega l'esarca d'Italia Decio di difendere Roma dai longobardi, che però gli riferisce di essere a malapena in grado di difendere il proprio esarcato.
- 589: I visigoti si convertono al cristianesimo.

## Personaggi
- Tiberio II, imperatore bizantino
- Maurizio, imperatore bizantino
- Autari, re longobardo
- Teodolinda, regina longobarda